# Швейцаровка (район Чернигова)
Швейцаровка (укр. Швейцарівка) — исторически сложившаяся местность (район) Чернигова, расположена на территории Деснянского административного района.

## История
Решением Всеукраинского центрального исполнительного комитета в мае 1923 года хутор Швейцаровка был включён в состав города Чернигова. По данным топографической карты 1929 года (лист М-36-15-С), село было расположено севернее Новых казарм и хутора Красный, непосредственно юго-западнее Старых казарм.
Юго-западнее Швейцаровки в урочище Рашевщина была расположена усадьба (проспект Мира, 116) художника и скульптора Ивана Рашевского. Дом был разрушен в 2000-е годы.

## География
Бывший хутор Швейцаровка расположен на западе центральной части Деснянского района Чернигова — восточнее проспекта Мира — в долине (правый берег) реки Черторыйка (ныне небольшой ручей), впадающего в реку Стрижень. Сейчас на месте хутора пролегает Лётная улица и расположена её многоэтажная жилая застройка.

## Транспорт
Маршруты автобусов и троллейбусов проходят по проспекту Мира.